# Linda Bement
Linda Jeanne Bement, née le 2 novembre 1941 à Salt Lake City dans l'Utah et morte le 19 mars 2018, est une reine de beauté et modèle américaine qui fut la troisième femme américaine à être élue Miss Univers 1960.

## Biographie
En 1960, elle a été la deuxième candidate originaire de l'Utah à être couronnée Miss Univers. Elle a ensuite représenté les Etats-Unis au concours Miss Univers 1960 ; c'était le premier concours Miss Univers diffusé à la télévision dans tout le pays.

## Vie privée
Linda Bement est membre de l'Église de Jésus-Christ des saints des derniers jours.
En 1962, elle épouse Manuel Ycaza, un jockey d'origine panaméenne qui figurera plus tard dans le hall of fame américain des courses de chevaux. Le couple a eu deux enfants avant de divorcer en novembre 1969.